# REEEWIND!
「REEEWIND!」（リーワインド）は、日本の音楽グループであるm-floの14枚目のシングル（M-FLO loves Crystal Kay 名義）。2003年6月18日発売。

## 解説
- LISA脱退後の初のシングル。曲ごとに異なるアーティストとコラボレーション (Loves) する "m-flo loves Who?" 体制のスタートとなった。
- 同日発売の Crystal Kay loves M-FLO 「I LIKE IT」とのツインシングル。
- カップリングも loves Crystal Kay による「gET oN!」。この曲では☆Takuがラップを披露している。
- アーティスト名を大文字のM-FLOとしているが、使用されたのは本シングルおよび前述の「I LIKE IT」のみである。
- 「REEEWIND!」の冒頭はVERBALがライブにおいて観客に新ボーカルを紹介する内容となっている。これは、『The Intergalactic Collection ～ギャラコレ～』のDisc1の最終トラックでの新ボーカル紹介のインタールードへの答えとなっている。

## 収録曲
1. REEEWIND!
  - テレビ朝日系「ビートたけしのTVタックル」エンディングテーマ曲
2. DO U LIKE IT? (by Fantastic Plastic Machine)
  - Crystal Kay loves M-FLO「I LIKE IT」のリミックスバージョン。
3. gET oN!
  - この曲のリリックでCHEMISTRYの名前を使用したことが契機となり「Astrosexy」でCHEMISTRYとコラボレーションした。JR東日本「シュン感、東京。」CMソング。

## カバー
- CREAM（2011年、アルバム『m-flo TRIBUTE 〜stitch the future and past〜』）